# Alfred Goltz

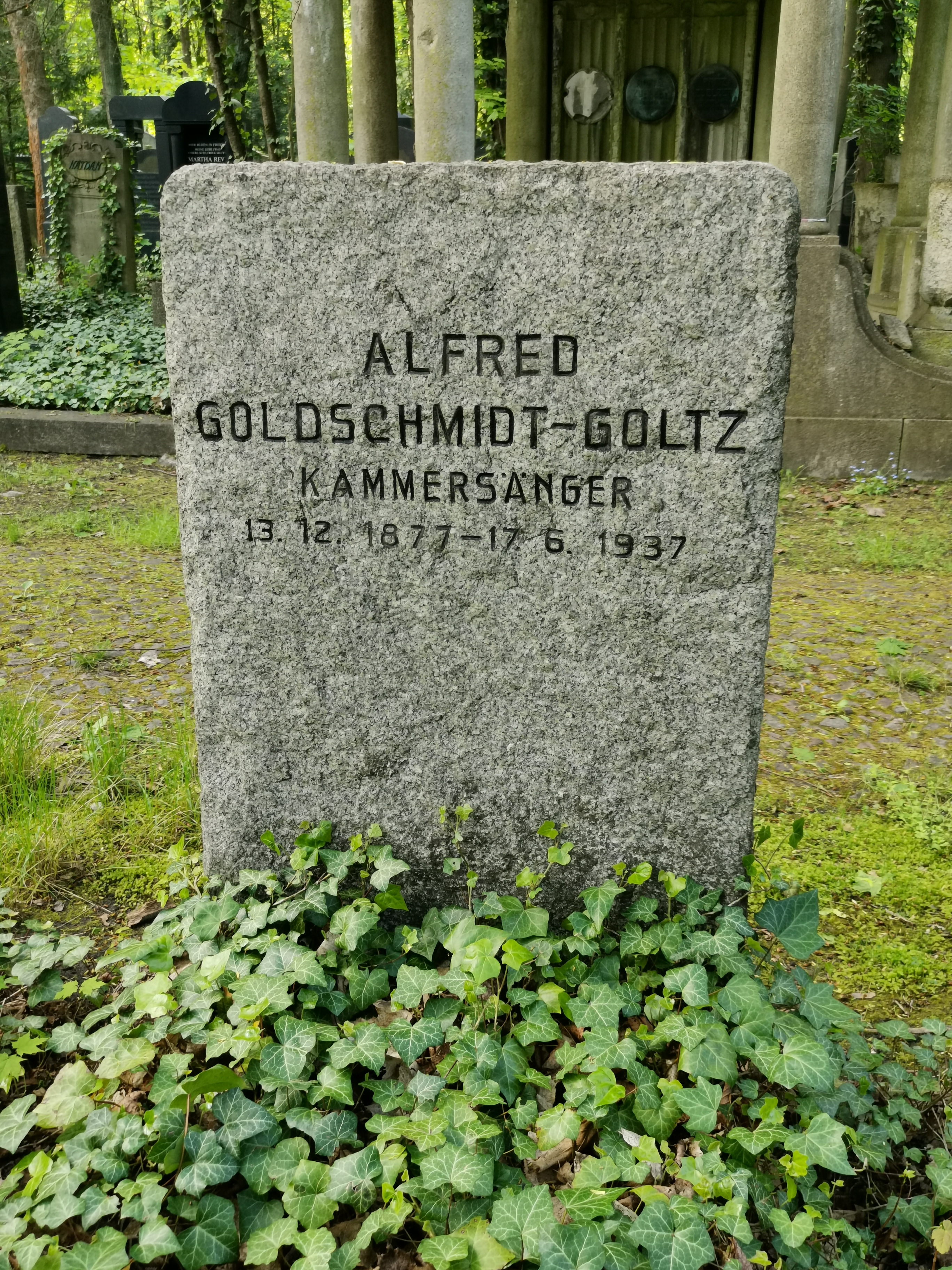
Grab auf dem Jüdischen Friedhof Berlin-Weißensee, Feld K 3

Alfred Goltz, bürgerlich Alfred Goldschmidt, (* 13. Dezember 1877 in Emmendingen; † 17. Juni 1937 in Berlin) war ein deutscher Opernsänger (Bariton und Tenor).

Artikel in der Chicagoer Sonntagspost vom 9. Juni 1912

## Werdegang
Zunächst als Bariton ausgebildet und in diesem Bereich bis 1905 tätig, hatte Alfred Goldschmidt auf Grund seiner jüdischen Herkunft seinen Namen auf Alfred Goltz verkürzt, um leichter öffentlich auftreten zu können.  Seinem Engagement am Städtischen Theater Nürnberg (1899-1900) folgten Auftritte in Regensburg, Koblenz, Rostock und Basel. In Basel bemerkte sein Kollege Fritz Heuckeshoven seine Stimmlage, die ihn als Tenor geeignet erschien. Während seiner nächsten Saison in Mulhouse (1904-1905) studierte er die Rolle des Lohengrin ein. Mit dieser Partie hatte Goltz so großen Erfolg bei einem Gastauftritt im Opernhaus Leipzig, das er sofort einen Vertrag bekam (1905).
Daraufhin wechselte vollkommen in die Stimmlage des Tenor und blieb bis 1908 in Leipzig. Hier wurde für seine Gesangsausbildung Jacques Urlus sein Vorbild und erster Tenor, dessen Stimmqualität er ebenfalls erreichen wollte.
Es folgten die Hofoper von Stuttgart der Uraufführung der Oper „Prinzessin Brambilla“ von Walter Braunfels, wo er Oskar Bolz (1875-1935) ablöste, blieb aber nur bis 1910 und ging als einziger Heldentenor zum Hoftheater Coburg. Hier wurde er vom Herzog von Coburg zum Kammersänger ernannt. Seine Karriere erreichte seinen Höhepunkt mit dem Engagement an der Deutschen Oper Berlin-Charlottenburg, wo er bis zu seinem Militärdienst 1917 blieb.
Hier war Regisseur Georg Hartmann sehr von ihm beeindruckt, mit seiner baritonalen Stimme und seiner imposanten Bühnenpräsenz war Goltz prädestiniert als Wagner-Tenor. Er hatte reichlich Probenzeit, zudem gab es drei weitere Heldentenöre, sodass sein begrenztes Repertoire kein Problem darstellte. Im Normalfall erlernt ein Sänger mindestens zwölf Stimmen pro Jahr, Goltz hatte jedoch Schwierigkeiten mit der Merkfähigkeit und benötigte deutlich mehr Zeit, als ihm die schnellen Änderungen des Repertoires erlaubte.
Am 11. Januar 1913 nahm er an der Hauspremiere von Wieland der Schmied (Komponist Kurt Hösel) teil und sang 1914 Parsifal. Am 7. Dezember 1916 trat er in Weimar auf und sang den Siegfried, galt als Nachfolger von Heinrich Zeller, der in den Ruhestand gehen wollte. Während eines Urlaubs von der Front sang er den Tristan am Nationaltheater Weimar (Juni 1918). Diesmal bekam er einen Vertrag für die Saison 1919/1920.
Nach Ende des Ersten Weltkrieges war seine Ankunft in Weimar im Oktober 1919 war jedoch ganz anders, als erwartet, das Theater versuchte offensichtlich, den Vertrag zu lösen, antisemitische Ressentiments schienen dabei eine Rolle gespielt zu haben. Ihm wurde ein weiteres Vorsprechen angeboten, was er abgelehnte. Nachdem er im Dezember den Tannhäuser gesungen hatte, erklärte das Management seinen Publikumserfolg für unzureichend. Theaterdirektor Ernst Hardt entließ ihn auf Grund einer Vertragsklausel, die Erfolgszwang vorsah.
Fortan lebte er als freischaffender Künstler in Berlin. Bekannte Gastauftritte gab es in Braunschweig, Breslau und Riga, sein Repertoire umfasste den Erik in Der Fliegende Holländer,  Lohengrin, Siegmund in Die Walküre, Loge in Das Rheingold, Tristan, Arnold in Rossini’s Wilhelm Tell, Turiddu in Cavalleria Rusticana, Canio in Pagliacci, Tamino in Die Zauberflöte und Faust.
Er starb am 17. Juni 1937 und ist in Berlin-Weißensee auf dem jüdischen Friedhof begraben.

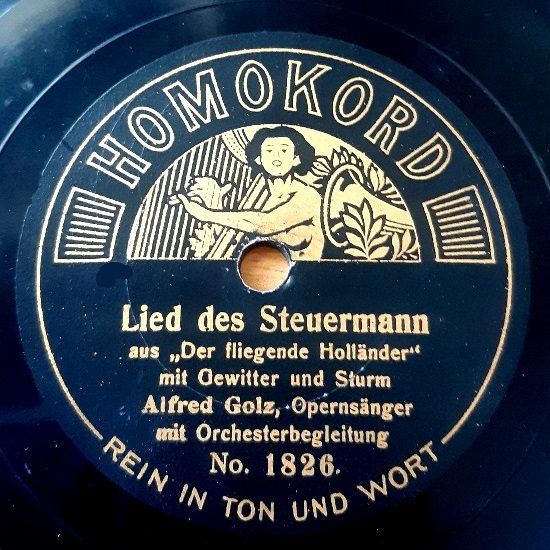
Schallplatte von Alfred Goltz (Berlin 1907)

Alfred Goltz hinterließ einige wenige Schallplatten auf Homokord (Berlin 1907) und Odeon (Berlin 1910). 1929 erschienen in Berlin einige Schallplatten eines Goltz-Quartetts bei Electrola; ob es sich bei dem Namensgeber um Alfred Goltz handelt, ist ungewiss.

## Diskografie (Auswahl)
- Homocord, Berlin 1907-11-09
- 1163 Lustige Witwe (Lehár): Da geh' ich zu Maxim    		   1163

- Homocord, Berlin 1907-11-29
- 1823 Lieb' mich, und die Welt ist mein (Ball)                      1823, B864
- 1825 Evangelimann (Kienzl): Selig sind, die Verfolgung leiden      1825, B843
- 1826 Fliegender Holländer (Wagner): Mit Gewitter und Sturm         1826, B843 – Gesangsaufnahme als mp3 [7]

- Odeon, Berlin 1908/1909
- Lohengrin (Wagner): Atmest du nicht                           X25401
- Die Walküre (Wagner): Winterstürme wichen dem Wonnemond           X51651[8]

## Theater
- Nürnberg Stadttheater (1899-1900)
- Regensburg Stadttheater  (1900-1901)
- Koblenz  Stadttheater  (1901-1902)
- Rostock Stadttheater  (1902-1903)
- Basel Stadttheater  (1903-1904)
- Mülhausen, Elsass Stadttheater  (1904-1905)
- Leipzig  Opernhaus (1906-1908)
- Stuttgart  Hofoper (1908-1910)
- Coburg  Hoftheater (1910-1912)
- Deutschen Oper Berlin-Charlottenburg (1913-1917)
- Weimar  Nationaltheater (1919-1920)